# 大衛·佛里斯
大衛·理查德·佛里斯（David Richard Freese 、1983年4月28日—）是美國職業棒球運動員，守備位置為三壘手。他球員生涯最知名的事蹟是2011年季後賽的活躍表現，使他成為該年度國家聯盟冠軍賽以及世界大賽最有價值球員。
他在2011年國聯分區賽表現普通，最終紅雀是靠著先發投手群最後幾戰的精采表現擊敗費城人。而在國聯冠軍賽對上釀酒人、以及世界大賽對上遊騎兵的系列賽，佛里斯兩個系列賽13場比賽打回16分打點，合計的攻擊指數超過1.4。他在這個年度的季後賽追平單年度季後賽最多安打（25支，已在2014年被桑多瓦爾打破），另外創下多項紀錄：單年度季後賽最多二壘安打（8支，2011年季後賽的隊友普荷斯也同樣打出8支二壘安打，佐布里斯特和貝茲分別在2015年和2020年追平）、單年度季後賽最多打點（21分，在2023年被賈西亞打破）、單年度季後賽最多壘打數（50，已在2020年被亞羅薩倫納打破），最終他也毫無意外的成為該年度的貝比魯斯獎得主。

## 球員生涯

### 早年
佛里斯在加入職棒球曾經參加大學棒球，同時在密苏里大学修讀電腦科學。在大學首先並沒怎接觸棒球。直到2004年開始重返棒球場上，在該年的取得.396打擊率及41個打點。在2006年原被波士頓紅襪選中，準備簽署一份價值9萬美元的合約，但由於所屬大學參加大學世界大賽分區賽，因此在限期前未能加盟紅襪。

### 小聯盟
2006年參加大聯盟選秀，在第九輪以第273順位被聖地牙哥教士選中，雖然在小聯盟有不錯表現，但由於教士隊大聯盟陣中已有Kevin Kouzmanoff及Chase Headley，一度被訓練成捕手。2007年聖路易紅雀以吉姆·埃德蒙斯交換佛里斯。2008年佛里斯在3A的孟菲斯紅雀打擊率為.306，守備率高達.967。

### 大聯盟生涯
2009年季前集訓時特洛伊·格勞斯受傷，被登錄到傷兵名單之中。在2009年4月6日球季首場對匹茲堡海盜賽事出道，在賽事中擊出一支犧牲打.。不過由於打擊率不高，不到一個月返回小聯盟。在9月球季尾聲召回大聯盟，表現有所進步。在2009年球季只為紅雀出賽17場，另外在孟菲斯紅雀出賽56次。
2010年雖然成為紅雀先發三壘，但因為球季受傷使他只能出賽70場。造出.296打擊率的成績。在2011年球季因為曾經被投手所投出的球擊手，受傷兩個無法出現，但仍維持非常出色的表現，打擊率達.297、10支全壘打以及55個打點。在季後賽，佛里斯保持連續安打，在國家聯盟冠軍賽，打擊率達.545、3支全壘打、9個打點及取得7分。佛里斯連續13場季後取得安打，直到世界大賽第四場，紀錄被中止 。
2011年世界大賽，第六場比賽輸了就與冠軍無緣的聖路易紅雀（此時遊騎兵3勝2負），於第九局下半兩人出局，德州遊騎兵在比分7:5領先的時候，擊出一支三壘安打，追平對手進入延長局。在賽事第十一局中擊出再見全壘打，最後該場比賽，聖路易紅雀以10:9勝出，避免德州遊騎兵在第六場就捧了世界大賽金盃。在第七場賽事後，季後賽取得21個打點，為大聯盟新紀錄，奪得世界大賽最有價值球員獎。亦是史上第六位球員同時奪得分區冠軍賽及世界大賽最有價值球員。
現年36歲，生涯待過教士、紅雀、天使、海盜和道奇，大聯盟生涯11年的David Freese宣布退休。

## 外部連結
- 球員資訊和成績在MLB，ESPN，Baseball-Reference，Fangraphs，The Baseball Cube，Baseball-Reference (Minors)（英文）